# Hans-Ulrich Schmied
Hans-Ulrich Schmied (Meißen, 23 de febrero de 1947) es un deportista de la RDA que compitió en remo.
Participó en tres Juegos Olímpicos de Verano entre los años 1968 y 1976, obteniendo dos medallas, bronce en Múnich 1972 y bronce en Montreal 1976. Ganó tres medallas en el Campeonato Mundial de Remo entre los años 1970 y 1977, y dos medallas en el Campeonato Europeo de Remo, en los años 1971 y 1973.

## Palmarés internacional
| Juegos Olímpicos   | Juegos Olímpicos         | Juegos Olímpicos  | Juegos Olímpicos |
| Año                | Lugar                    | Medalla           | Prueba           |
| ------------------ | ------------------------ | ----------------- | ---------------- |
| 1972               | Múnich (RFA)             | Medalla de bronce | Doble scull      |
| 1976               | Montreal (Canadá)        | Medalla de bronce | Doble scull      |
| Campeonato Mundial |                          |                   |                  |
| Año                | Lugar                    | Medalla           | Prueba           |
| 1970               | St. Catharines (Canadá)  | Medalla de plata  | Doble scull      |
| 1974               | Lucerna (Suiza)          | Medalla de oro    | Doble scull      |
| 1977               | Ámsterdam (Países Bajos) | Medalla de plata  | Doble scull      |
| Campeonato Europeo |                          |                   |                  |
| Año                | Lugar                    | Medalla           | Prueba           |
| 1971               | Copenhague (Dinamarca)   | Medalla de oro    | Doble scull      |
| 1973               | Moscú (URSS)             | Medalla de oro    | Doble scull      |